# Cargados Carajos
Cargados Carajos (Saint Brandon) este o dependență a statului Mauritius. Este un recif alcătuit din 16 insule în Oceanul Indian, localizate la nord-est de Mauritius. Nu sunt locuite permanent, populația fiind formată din pescari.
Cea mai întinsă insulă este Albatros (suprafață: 1,01 kmp), de origine coraligenă, localizată 18 km de arhipelagul propriu-zis.